# Chavannes-sur-Suran
Chavannes-sur-Suran is een plaats en voormalige gemeente in het Franse departement Ain (regio Auvergne-Rhône-Alpes) en telt 485 inwoners (1999). De oppervlakte bedraagt 22,1 km², de bevolkingsdichtheid is 21,9 inwoners per km². Chavannes-sur-Suran is op 1 januari 2017 gefuseerd met de gemeente Germagnat tot de gemeente Nivigne et Suran. 

## Geografie
De onderstaande kaart toont de ligging van Chavannes-sur-Suran met de belangrijkste infrastructuur en aangrenzende gemeenten.

## Demografie
Onderstaande figuur toont het verloop van het inwoneraantal van Chavannes-sur-Suran vanaf 1962.
Vanwege een beveiligingsprobleem met de MediaWiki Graph-software is het momenteel niet mogelijk deze grafiek weer te geven. Zodra de software is bijgewerkt zal de grafiek vanzelf weer zichtbaar worden.